# Forever Becoming
Forever Becoming è il quinto album in studio del gruppo musicale statunitense Pelican, pubblicato il 15 ottobre 2013 dalla Southern Lord Records.

## Descrizione
Anticipato ad agosto dal singolo Deny the Absolute, si tratta del primo album del gruppo senza il chitarrista fondatore Laurent Schroeder-Lebec (che ha abbandonato amichevolmente il gruppo l'anno precedente), sostituito da Dallas Thomas.
Il 26 febbraio 2019 l'album è stato ripubblicato digitalmente in versione remixata e rimasterizzata con l'inclusione della bonus track giapponese Bardo.

## Tracce
1. Terminal – 3:27
2. Deny the Absolute – 5:35
3. The Tundra – 5:13
4. Immutable Dusk – 7:01
5. Threnody – 8:07
6. The Cliff – 4:06
7. Vestiges – 7:15
8. Perpetual Dawn – 9:28

CD bonus nell'edizione giapponese
1. Bardo – 3:38
2. Deny the Absolute (7" Version) – 5:35
3. The Truce (7" Version) – 3:16

## Formazione
Gruppo
- Bryan Herweg – basso
- Larry Herweg – batteria
- Trevor Shelley-de Brauw – chitarra
- Dallas Thomas – chitarra

Altri musicisti
- Bruce Lamont – sassofono baritono (traccia 1)
- Chris Common – batteria aggiuntiva (finale traccia 3), mellotron (traccia 5), pianoforte (traccia 8)

Produzione
- Chris Common – registrazione, missaggio
- Jon San Paolo – assistenza tecnica
- Gregoire Yechen – assistenza tecnica
- Joe Lambert – mastering

## Classifiche
| Classifica (2009)         | Posizione massima |
| ------------------------- | ----------------- |
| Stati Uniti (hard rock)   | 21                |
| Stati Uniti (heatseekers) | 7                 |
| Stati Uniti (tastemakers) | 22                |